# Trường Kinh doanh Harvard
Trường Kinh doanh Harvard  (HBS - Harvard Business School) là một trong những trường kinh doanh sau đại học tại Hoa Kỳ của Viện Đại học Harvard ở Boston, bang Massachusetts. Nó được xếp hạng là uy tín trong số các trường kinh doanh hàng đầu trên thế giới  và phần lớn cung cấp chương trình MBA toàn thời gian, các chương trình tiến sĩ liên quan đến quản lý và nhiều chương trình giáo dục điều hành.

## Lịch sử

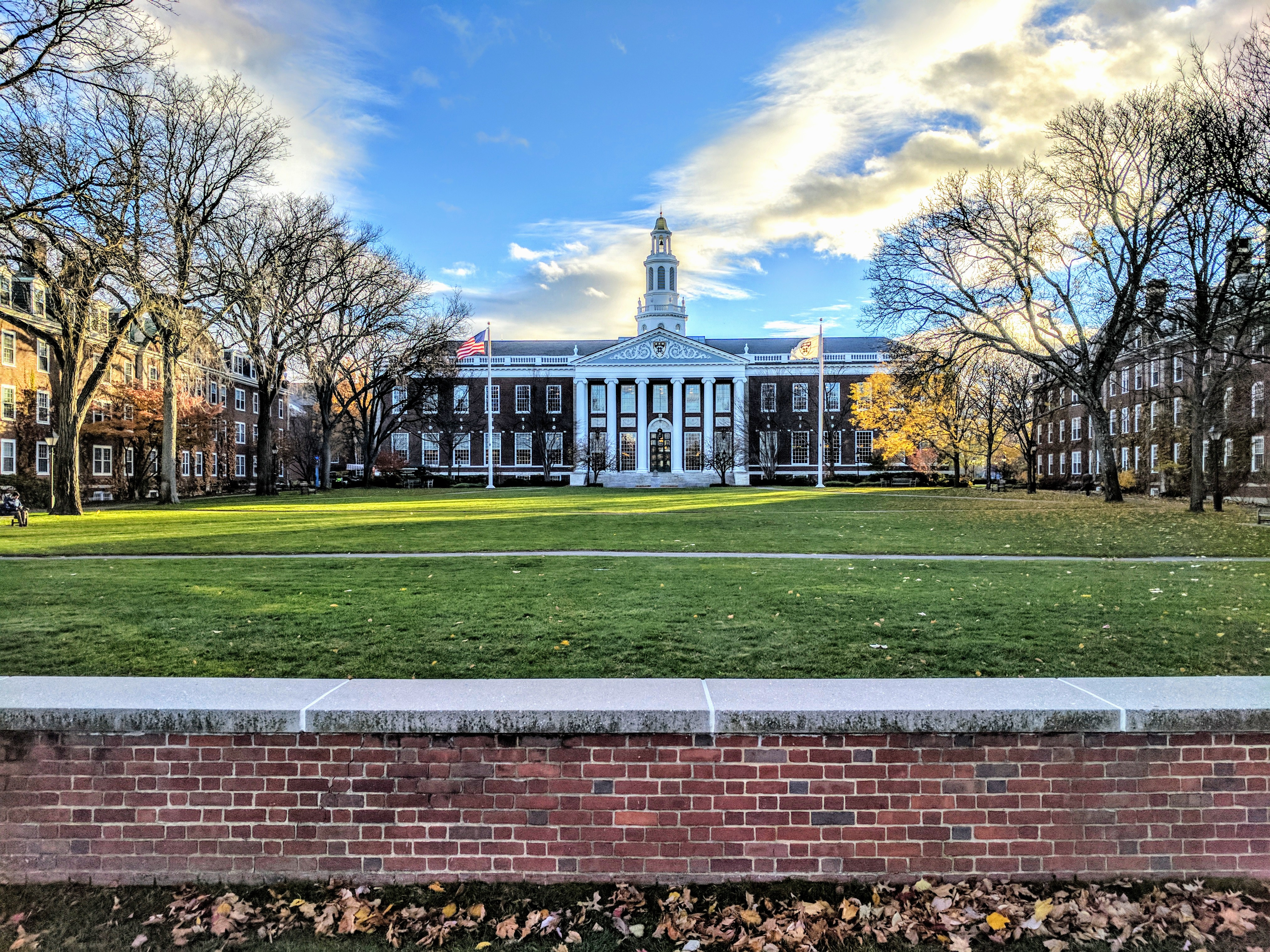
Baker Library

Vào ngày 1 tháng 10 năm 1908, trường kinh doanh Harvard được thành lập, các khoa bắt đầu hoạt động dưới thời Dean Edwin F. Gay với 15 giảng viên và 80 sinh viên. Địa điểm đầu tiên là Cambridge, Massachusetts. Năm 1927, khoa chuyển qua sông Charles đến vị trí hiện tại ở Allston, một quận của Boston. Các sinh viên nữ lần đầu tiên được nhận vào chương trình MBA chính quy vào năm 1965. Hiện có khoảng 65,000 cựu sinh viên của Trường Kinh doanh Harvard.

## Các khoa học thuật
Đội ngũ giảng viên của trường được chia thành 10 đơn vị học trình: Kế toán và Quản lý; Kinh doanh, Chính phủ và Kinh tế Quốc tế; Quản lý Doanh nhân; Tài chính; Quản lý chung; Tiếp thị; Đàm phán, Tổ chức & Thị trường; Hành vi tổ chức; Chiến lược; và Quản lý Công nghệ và Hoạt động.

## Chương trình AMP
Chương trình Quản lý Nâng cao (gọi tắt là AMP - The Advanced Management Program) là một chương trình công dân kéo dài bảy tuần dành cho các giám đốc điều hành cấp cao với mục đích đã nêu là "Chuẩn bị cho Cấp độ Lãnh đạo Cao nhất". Sau khi HBS đình chỉ chương trình MBA từ năm 1943–1946, để đào tạo lãnh đạo quân sự trong sáu trường thời chiến, AMP xuất hiện vào năm 1945 từ Trường Thống kê Lực lượng Không quân với tư cách là lãnh đạo cấp cao dân sự của chương trình lãnh đạo do HBS. Ngày nay, AMP được tổ chức hai lần một năm, mỗi phiên gồm khoảng 170 giám đốc điều hành cấp cao. Ngược lại với chương trình MBA, AMP không có điều kiện tiên quyết về giáo dục chính thức. Việc đăng ký vào AMP là có chọn lọc và dựa trên hồ sơ theo dõi của ứng viên với tư cách là giám đốc điều hành cấp cao và người tham khảo. Sau khi hoàn thành, những người tham gia AMP được giới thiệu vào cộng đồng cựu sinh viên tại HBS.

## Các trung tâm nghiên cứu quốc tế

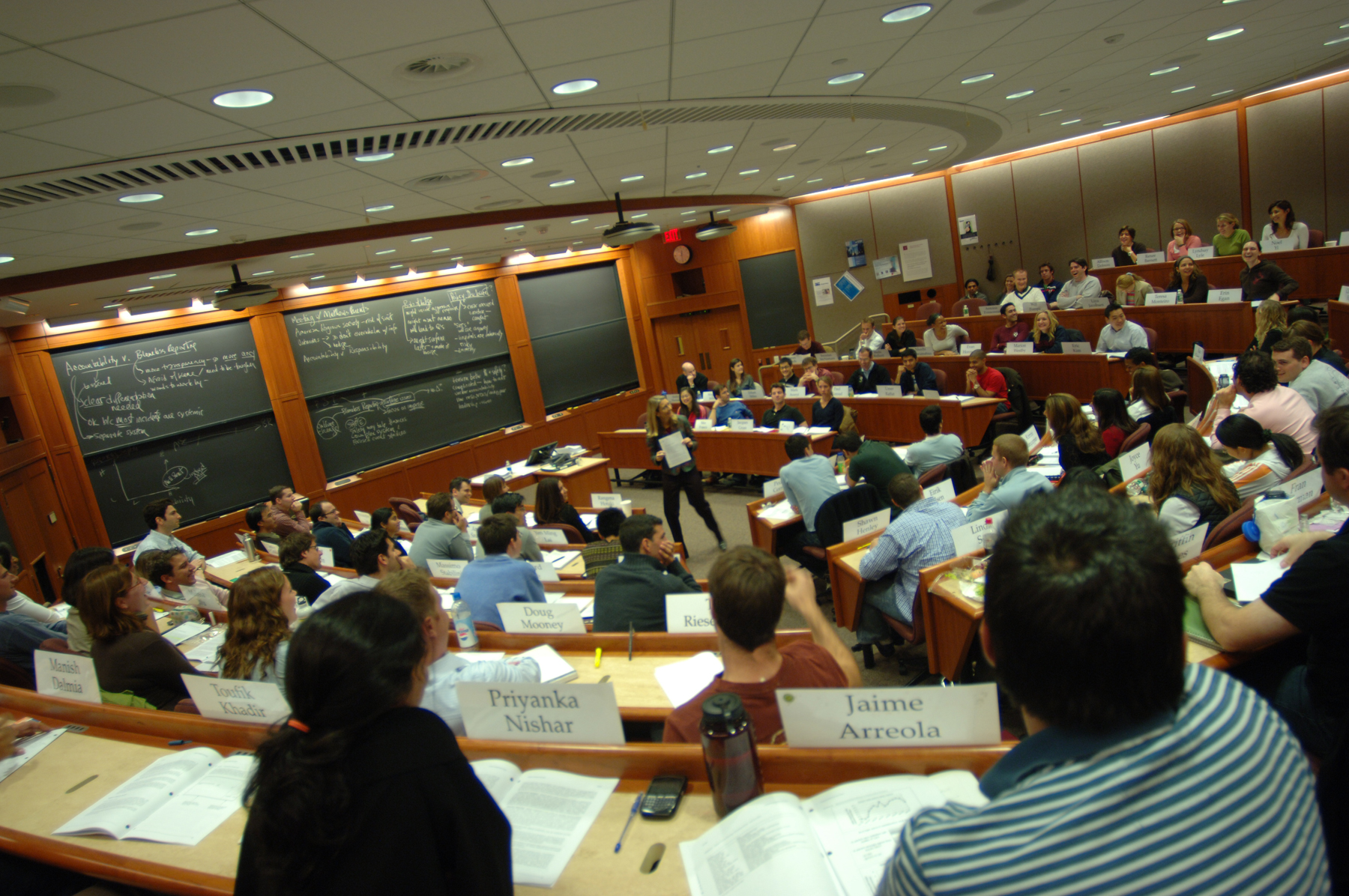
Bên trong lớp học của Trường Kinh doanh Harvard

HBS thành lập 9 trung tâm nghiên cứu toàn cầu và 4 văn phòng khu vực và hoạt động thông qua các văn phòng ở Châu Á-Thái Bình Dương (Hồng Kông, Thượng Hải, Singapore), Hoa Kỳ (Khu vực Vịnh San Francisco, California), Châu Âu (Paris), Nam Á (Ấn Độ), Trung Đông và Bắc Phi (Dubai, Istanbul, Tel Aviv), Nhật Bản và Mỹ Latinh (Buenos Aires, Thành phố Mexico, São Paulo).

## Cựu sinh viên nổi bật
- Chatri Sityodtong, 1999 – chủ tịch và Giám đốc điều hành của ONE Championship[17]
- Edwin W. Rawlings, 1939 –  Lực lượng Không quân Hoa Kỳ[18] và chủ tịch Hội đồng quản trị General Mills[19]
- Raymond W. Baker, 1960 – giám đốc Global Financial Integrity[20]
- Jim Balsillie, 1989 – tỷ phú kiêm giám đốc Research In Motion[21]
- Steve Bannon – cựu cố vấn Nhà trắng và chủ tịch của Breitbart News Network[22]
- Michael Bloomberg, 1966 – cựu thị trưởng Thành phố New York[4]
- Steve Burke - Giám đốc điều hành NBCUniversal; Phó chủ tịch điều hành Comcast
- George W. Bush, 1975 - Tổng thống thứ 43 của Hoa Kỳ và cựu Thống đốc Tiểu bang Texas[4]
- Liam Byrne, 2010 - chính trị gia, Thành viên Quốc hội Công Đảng Anh[23]
- Philip Caldwell, 1942 - chủ tịch kiêm giám đốc điều hành của Ford Motor Company[4]
- Donald J. Carty, 1971 - chủ tịch và giám đốc điều hành của American Airlines[24]
- Douglas Hodge, 1984 - Giám đốc điều hành của PIMCO, bị buộc tội gian lận vì bị cáo buộc tham gia vào Vụ bê bối hối lộ tuyển sinh đại học năm 2019 tại Hoa Kỳ.[25]
- Elaine Chao - Bộ trưởng Giao thông Hoa Kỳ và cựu Bộ trưởng Lao động Hoa Kỳ[26]
- Teresa Clarke - cựu giám đốc điều hành Goldman Sachs (2004–2010) và là giám đốc điều hành và người sáng lập của Africa.com[27]
- Vittorio Colao, 1990 - Giám đốc điều hành Tập đoàn Vodafone[28]
- Stephen Covey, 1957 – nhà giáo dục[4]
- Zoe Cruz, 1982 - nhân viên ngân hàng; kiêm cựu chủ tịch của Morgan Stanley[29]
- Ray Dalio, 1973 - thành lập Bridgewater Associates[4]
- Jamie Dimon, 1982 - Giám đốc điều hành kiêm Chủ tịch JPMorgan Chase[4]
- Axel Dumas, 2010 – Giám đốc điều hành của Hermès[30]
- Jane Fraser, 1994 – Giám đốc điều hành của Citigroup khu vực Châu mỹ Latinh[31]
- Rajat Gupta, 1973 - cựu giám đốc điều hành của McKinsey & Company; bị kết tội giao dịch nội gián trong vụ án Tập đoàn Galleon năm 2011[32]
- Walter A. Haas Jr., 1939 – Giám đốc điều hành của Levi Strauss & Co.[4]
- Fritz Henderson, 1984 – cựu chủ tịch và Giám đốc điều hành của General Motors[33]
- Jeff Immelt, 1982 – cựu chủ tịch kiêm Giám đốc điều hành của General Electric[4][34]
- Abigail Johnson, 1988 – chủ tịch hội đồng quản trị của Fidelity Investments[4][35]
- Robert Kraft, 1965 – Chủ tịch hội đồng quản trị và CEO của The Kraft Group, chủ sở hữu New England Patriots và New England Revolution[4]
- Larry S. Kramer, 1974 – Nhà sáng lập và CEO của Marketwatch, chủ tịch và nhà xuất bản USA Today[36]
- A.G. Lafley, 1977 - cựu giám đốc điều hành và chủ tịch hội đồng quản trị của Procter & Gamble[37]
- Michael Lynton, 1987 - chủ tịch kiêm giám đốc điều hành của Sony Pictures Entertainment[4]
- Robert McNamara, 1939 - nguyên Bộ trưởng Quốc phòng; cựu chủ tịch Ngân hàng Thế giới[4]
- Richard Menschel, 1959 - (đã nghỉ hưu) giám đốc cấp cao của Goldman Sachs; Người chiến thắng năm 2015 của Carnegie Huân chương Từ thiện.[38]
- Mitt Romney, 1975 - Thống đốc thứ 70 của Massachusetts, người đồng sáng lập Thủ đô Bain và là ứng cử viên tổng thống năm 2012 của Đảng Cộng hòa (Hoa Kỳ)[4]
- Meg Whitman, 1979 - chủ tịch kiêm giám đốc điều hành của Hewlett-Packard[4]
- Sheryl Sandberg, 1995 – Giám đốc tài chính của Facebook[4]
- Tad Smith – Giám đốc điều hành của Sotheby's[39]
- Ulf Mark Schneider, 1993 – Giám đốc điều hành của Nestlé, và cựu Giám đốc điều hành của Fresenius[40]
- Rick Wagoner, 1977 – Cựu Giám đốc điều hành của General Motors[41]
- Wendell Weeks, 1987 - Chủ tịch Hội đồng quản trị, Chủ tịch kiêm Giám đốc điều hành của Corning Inc.[42]
- W. James McNerney, Jr., 1975 - Giám đốc điều hành của Boeing[43]